# Jesús Enriquez
Jesús Enriquez – wenezuelski bokser, brązowy medalista Igrzysk Ameryki Środkowej i Karaibów w Meksyku z roku 1954.

## Kariera
W 1954 roku Enriquez zajął trzecie miejsce w kategorii koguciej na Igrzyskach Ameryki Środkowej i Karaibów, które rozgrywane były w Meksyku. W półfinale przegrał na punkty z Kubańczykiem Sergio Cárdenasem, a w walce o brązowy medal pokonał Euclidesa Felixa.